# Малиновська Оксана Юріївна
Малиновська Оксана Юріївна (2 липня 1973 року) — український економіко-географ, кандидат географічних наук, доцент Київського національного університету імені Тараса Шевченка.

## Біографія
Народилась 2 липня 1973 року в Києві. Закінчила 1996 року Київський університет зі спеціальності «менеджер туризму, викладач», 2000 року аспірантуру. Працювала референтом інформаційно-аналітичного відділу Товариства зв'язків з українцями за межами України (Товариство «Україна»), менеджером у туристичній та рекламній агенціях. У Київському університеті працювала у 1990—1991 роках лаборантом кафедри геодезії і картографії, з 2000 року інженер, з 2002 асистент кафедри країнознавства і туризму, з 2008 року доцент. Кандидатська дисертація «Політико-географічні аспекти формування та функціонування західного державного кордону України» захищена у 2002 році.
Викладає авторські курси: 
- «Організація туризму і аналіз діяльності туристичних підприємств»,
- «Основи екскурсознавства та музеєзнавства»,
- «Технологія туристичної діяльності»,
- «Управління туристичним підприємством»,
- «Управління персоналом туристичного підприємства».

## Наукові праці
Автор понад 20 наукових та навчально-методичних праць. Основні праці:
1. Туроперейтинг: понятійно-термінологічні основи, сервісне забезпечення турпродукту: Навчальний посібник. — К., 2003 (у співавторстві)
2. Екскурсознавство і музеєзнавство: Навчальний посібник. — К., 2007 (у співавторстві)
3. Туристичне країнознавство: країни-лідери туризму: Навчальний посібник. — К., 2008 (у співавторстві)
4. Туристичне країнознавство: туристичні ресурси світу: Навчальний посібник. — К., 2009 (у співавторстві).